# Pleuropholis
Pleuropholis es un género extinto de peces actinopterigios prehistóricos. Fue descrito por Egerton en 1858.
Vivió en Dinamarca, Italia, España, Reino Unido y Alemania.

## Fósiles

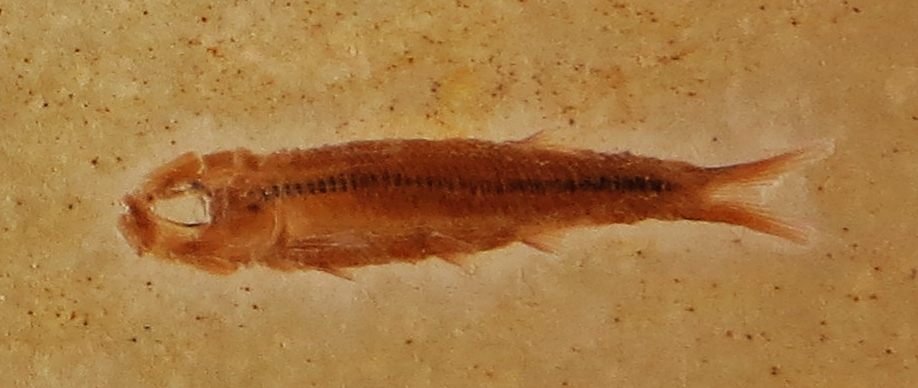
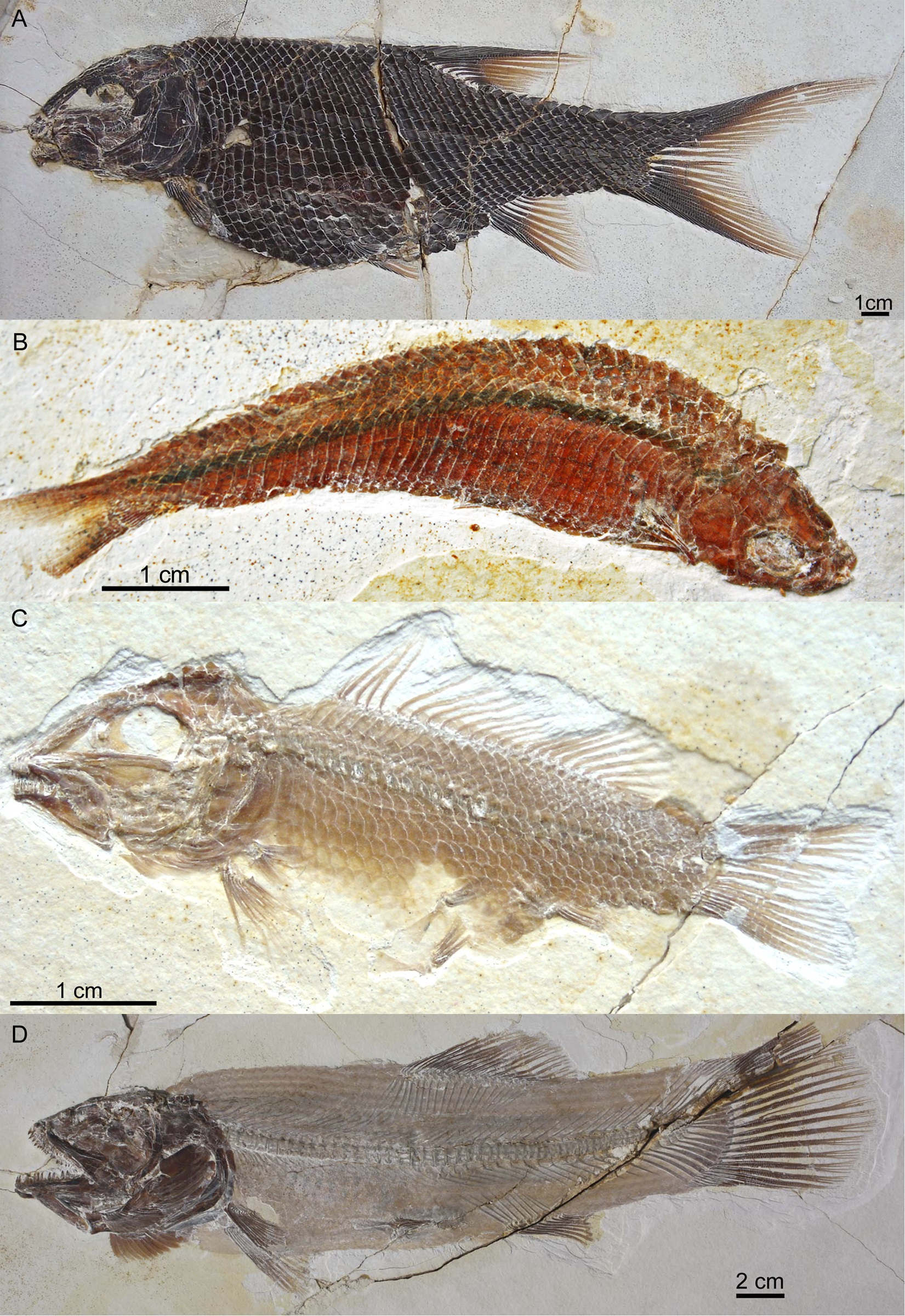
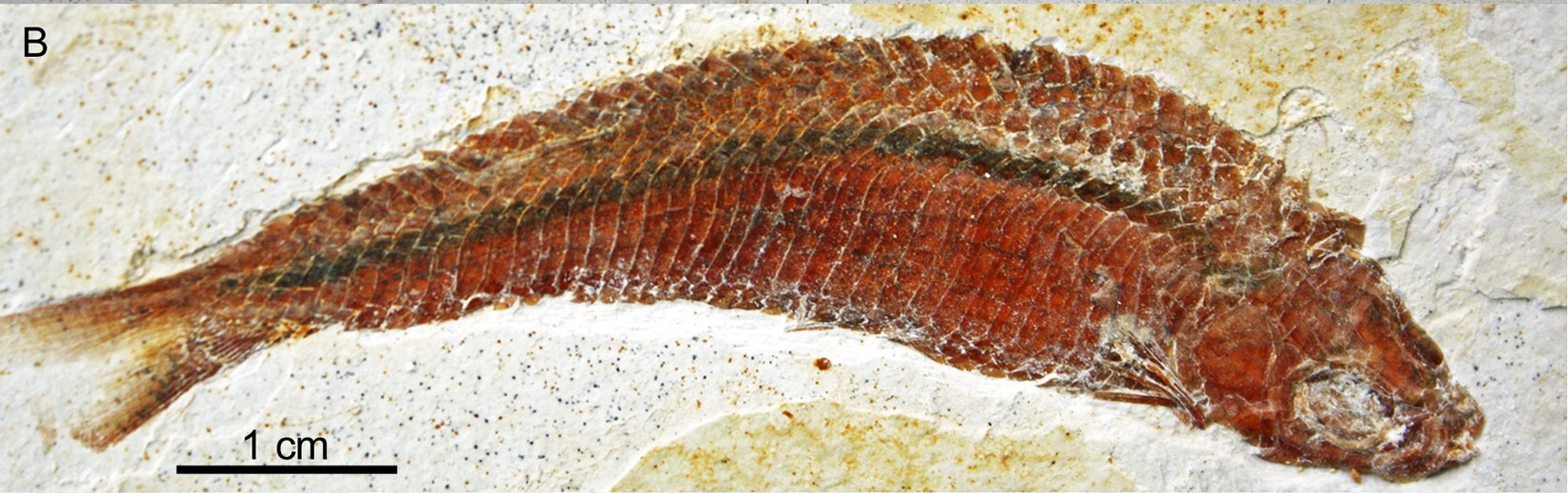